# Nóvie Parati
Nóvie Parati (en rus: Новые Параты) és un poble de la República de Marí El, a Rússia, que en el cens del 2010 tenia 1.419 habitants. Pertany al districte rural de Voljsk.